# Jotang Beru
Jotang Beru is een bestuurslaag in het regentschap Sumbawa van de provincie West-Nusa Tenggara, Indonesië. Jotang Beru telt 1524 inwoners (volkstelling 2010).